# Vincent Leclerc
Vincent Leclerc, né à Trois-Rivières, est un acteur québécois.

## Biographie
Né à Trois-Rivières, Vincent Leclerc grandit en Outaouais. En 1995, il obtient un baccalauréat en théâtre de l'Université d'Ottawa. Après quoi, il travaille comme comédien au Musée canadien de l'histoire. Il séjourne ensuite à Paris où il perfectionne son jeu. Parfaitement bilingue, il travaille depuis autant en français au Québec qu'en anglais ailleurs au Canada et aux États-Unis.
En 2015, Vincent Leclerc commence le tournage de la série Les Pays d'en haut où il interprète Séraphin Poudrier qui connait un franc succès. La série est d'ailleurs renouvelée à deux reprises.
Il est porte-parole de Médecins du monde Canada pour 2018.

## Filmographie

### Acteur

#### Cinéma
- 2003 : Une femme aux abois : Potterman
- 2004 : La Tête dans les nuages : résistant
- 2006 : L'Héritage de la peur : Paul Jarvis
- 2008 : Affinités : Theophilus
- 2009 : Piché, entre ciel et terre : Peter Hill
- 2013 : Maison blanche en péril : agent Ryan Todd
- 2013 : Zombie malgré lui : père de Perry
- 2013 : Rouge Sang : le laid
- 2013 : JFK, la preuve irréfutable : agent Roy Kellerman
- 2014 : La Petite Reine : animateur sportif
- 2014 : Gurov et Anna de Rafaël Ouellet : Richard
- 2015 : The Revenant : trappeur français
- 2018 : La Chute de l'empire américain : un sans-abri
- 2018 : Les Salopes ou le sucre naturel de la peau : Adam[4]
- 2021 : Le Chaos en marche : Daws
- 2023 : Les Jours heureux de Chloé Robichaud : Philippe Sivigny
- 2025 : Elli et l'équipe des monstres : voix de Chamberland[5]

#### Télévision
- 2003 : Le Dernier Chapitre (saison 2) : Kalagher, vendeur de drogue
- 2005 : Cover Girl : Jean-Pierre
- 2006 : Tout sur moi : serveur restaurant
- 2009 : Mirador : Rémi St-Jacques
- 2011 : Le Gentleman : Marc Dion
- 2011, 2014 : Être humain : Marcus
- 2012 : Mauvais Karma : Nicolas
- 2014 : Toute la vérité : Me Charles Levert
- 2014 : 19-2 : Ian Hétu
- 2014 : 19-2 (version anglophone) : Anthony Tremblay
- 2015 : Nouvelle Adresse (version anglophone) : le psychologue
- 2016-2021 : Les Pays d'en haut : Séraphin Poudrier
- 2017 : Bellevue : Tom Edmonds
- 2018 : District 31 : Maxime Vézeau
- 2018 : Ruptures : Marc Dalpé
- 2018-2019 : Léo (saisons 1 et 2) : MacDonald
- 2019 : Alerte Amber
- 2024-2025 : Dumas : Éric Bonin
- 2024 : IXE-13[6]

#### Théâtre
- 2012 à 2013 : La Belle et la Bête : la bête
- 2011 : Trout Stanley : Trout Stanley
- 2004 : Louisiane Nord : Fraser

#### Jeux vidéo
- 2017 : Assassin's Creed Origins : Pompée (version originale)
- 2019 : Far Cry: New Dawn : Roger Cadoret (versions originale et française)